# Buzen (provincia)

Mappa delle province giapponesi con la provincia di Buzen evidenziata

Buzen (giapponese:豊前国; -no kuni) fu una provincia del Giappone nel Kyūshū settentrionale che confinava con le province di Bungo e Chikuzen. Il suo territorio corrisponde oggigiorno alla parte orientale della Fukuoka, più alcuni distretti settentrionali della prefettura di Ōita.
Le rovine dell'antica capitale della provincia si trovano vicino a Toyotsu. La città castello di Kokura si trovava anch'essa in Buzen e fu la sede di molti signori feudali.
Dopo l'abolizione del sistema dei clan nel 1871 la provincia di Buzen divenne per quattro anni la prefettura di Kokura fino a che non venne assorbita dalla prefettura di Fukuoka nel 1876.